# Método científico

Esboço contendo os principais passos do método científico. O método começa pela observação, que deve ser sistemática e controlada, a fim de que se obtenham os fatos científicos. O método é cíclico, girando em torno do que se denomina teoria científica, a união indissociável do conjunto de todos os fatos científicos conhecidos e de um conjunto de hipóteses testáveis e testadas capaz de explicá-los. Os fatos científicos, embora não necessariamente reprodutíveis, têm que ser necessariamente verificáveis. As hipóteses têm que ser testáveis frente aos fatos, e por tal, falseáveis. As teorias nunca são provadas e sim corroboradas.

O método científico refere-se a um conjunto de regras básicas dos procedimentos que produzem o conhecimento científico, quer um novo conhecimento, quer uma correção (evolução) ou um aumento na área de incidência de conhecimentos anteriormente existentes. Na maioria das disciplinas científicas consiste em juntar evidências empíricas verificáveis — baseadas na observação sistemática e controlada, geralmente resultantes de experiências ou pesquisa de campo — e analisá-las com o uso da lógica. Para muitos autores, o método científico nada mais é do que a lógica aplicada à ciência. Os métodos que fornecem as bases lógicas ao conhecimento científico são: método indutivo, método dedutivo, método hipotético-dedutivo, método dialético, método fenomenológico, etc..
Descrições de métodos são encontradas desde as civilizações antigas, como no Antigo Egito e na Grécia Antiga, mas só foi na sociedade árabe, há cerca de mil anos que as bases do que seria o método científico atual foram sendo construídas, com o trabalho do cientista Ibn Al- Haytham nos seus estudos sobre ótica, fazendo ele ser considerado por muitos "o primeiro cientista". O método utilizado por ele já contava com similaridades com o método de Descartes e o atual como: a observação e a pesquisa teórica anterior ao fazer do experimento, a separação em categorias e comparar a hipótese de acordo com os resultados.
A metodologia científica se reforça no pensamento de René Descartes, que foi posteriormente desenvolvido empiricamente pelo físico inglês Isaac Newton. Descartes propôs chegar à verdade através da dúvida sistemática e da decomposição do problema em pequenas partes, características que definiram a base da pesquisa científica. Compreendendo-se os sistemas mais simples, gradualmente se incorporam mais e mais variáveis, em busca da descrição do todo.
O Círculo de Viena acrescentou a esses princípios a necessidade de verificação e o método indutivo. Karl Popper demonstrou que nem a verificação nem a indução sozinhas serviam ao propósito em questão – o de compreender a realidade conforme esta é e não conforme gostar-se-ia que fosse – pois o cientista deve trabalhar com o falseamento, ou seja, deve fazer uma hipótese e testar suas hipóteses procurando não apenas evidências de que ela está certa, mas sobretudo evidências de que ela está errada. Se a hipótese não resistir ao teste, diz-se que ela foi falseada. Caso não, diz-se que foi corroborada. Popper afirmou também que a ciência é um conhecimento provisório, que funciona através de sucessivos falseamentos. Nunca se prova uma teoria científica. Thomas Kuhn percebeu que os paradigmas são elementos essenciais do método científico, sendo os momentos de mudança de paradigmas chamados de revoluções científicas. O método científico é construído de forma que a ciência e suas teorias evoluam com o tempo.
Não apenas recentemente mas desde os primórdios a metodologia científica tem sido alvo de inúmeros debates de ordem filosófica, sendo criticada por vários pensadores aversos ao pensamento cartesiano, a citarem-se as críticas elaboradas pelo filósofo francês Edgar Morin. Morin propõe, no lugar da divisão do objeto de pesquisa em partes, uma visão sistêmica, do todo. Esse novo paradigma é chamado de Teoria da complexidade (complexidade entendida como abraçar o todo). Embora tal paradigma não implique a rigor na invalidade do método científico em sua forma geral, este certamente propõe uma nova forma de se aplicá-lo no que se refere às particularidades de cada área quanto ao objetivo é compreender a realidade na melhor forma possível.

## Evolução do método
Metodologia científica literalmente refere-se ao estudo dos pormenores dos métodos empregados em cada área científica específica, e em essência dos passos comuns a todos estes métodos, ou seja, do método da ciência em sua forma geral, que se supõe universal. Embora procedimentos variem de uma área da ciência para outra (as disciplinas científicas), diferenciadas por seus distintos objetos de estudo, consegue-se determinar certos elementos que diferenciam o método científico de outros métodos encontrados em áreas não científicas, a citarem-se os presentes na filosofia, na matemática e mesmo nas religiões.
A história do método científico se mistura com a história da ciência. Documentos do Antigo Egito já descrevem métodos de diagnósticos médicos. Na cultura da Grécia Antiga, os primeiros indícios do método científico começam a aparecer. Grande avanço no método foi feito no começo da filosofia islâmica, há cerca de mil anos, com a contribuição de Ibn al- Haytham, cientista árabe, que em sua pesquisa sobre ótica, organizou o que muitos consideram as bases do método científico moderno que se consolidaram com o surgimento da Física nos séculos XVII e XVIII. Francis Bacon, em seu trabalho Novum Organum (1620) — uma referência ao Organon de Aristóteles — especifica um novo sistema lógico para melhorar o velho processo filosófico do silogismo.
A metodologia científica tem sua origem no pensamento de Descartes, que foi posteriormente desenvolvido empiricamente pelo físico inglês Isaac Newton. René Descartes propôs chegar à verdade através da dúvida sistemática e da decomposição do problema em pequenas partes, características que definiram a base da pesquisa científica.
Lê-se no livro o Discurso do método: 
| “ | ...E como a multiplicidade de leis serve frequentemente para escusar os vícios, de sorte que um estado é muito melhor governado quando, possuindo poucas, elas são aí rigorosamente aplicadas, assim, em lugar de um grande número de preceitos dos quais a lógica é composta, acrediteis que já me seriam bastante quatro, contanto que tomasse a firme e constante resolução de não deixar uma vez só de observá-los O primeiro consistia em nunca aceitar, por verdadeira, coisa nenhuma que não conhecesse como evidente; isto é, devia evitar cuidadosamente a precipitação e a prevenção; e nada incluir em meus juízos que não se apresentasse tão claramente e tão distintamente ao meu espírito que não tivesse nenhuma ocasião de o pôr em dúvida. O segundo – dividir cada uma das dificuldades que examinasse em tantas parcelas quantas pudessem ser e fossem exigidas para melhor compreendê-las. O terceiro – conduzir por ordem os meus pensamentos, começando pelos objetos mais simples e fáceis de serem conhecidos, para subir, pouco a pouco, como por degraus, até o conhecimento dos mais compostos, e supondo mesmo certa ordem entre os que não se precedem naturalmente uns aos outros. E o último – fazer sempre enumerações tão completas e revisões tão gerais, que ficasse certo de nada omitir."... | ” |

Correntemente estas regras são: 1) da evidência; 2) da divisão ou análise; 3) da ordem ou dedução; e, 4) da enumeração (contar, especificar), classificação.

## Contexto de uma pesquisa
Existem diferentes tipos de pesquisa, quando se usa o método científico como divisor de águas. Como exemplo, vamos falar do método hipotético-dedutivo.

### Pesquisa focada no método hipotético-dedutivo
Primeiramente, os pesquisadores definem proposições lógicas ou suposições - as hipóteses - para explicar certos fenômenos e observações, e então desenvolvem experiências ou observações a serem feitas em que testam essas hipóteses. Se confirmadas, as hipóteses podem gerar leis, e juntamente com as evidências associadas, geram as teorias científicas; isso seria pensando na construção teorias. Ou seja, nesse cenário o pesquisador foca em gerar "percepções" do mundo em forma de hipóteses, e testá-las. Embora as hipóteses sejam geralmente formuladas em cima de um subconjunto de fatos de particular interesse ou relevância, vale ressaltar que o método pode impor a integração entre todo conhecimento produzido. Isso ocorre quando a hipótese trata algo maior, como a hipótese da velocidade constante da luz da teoria da relatividade.
A rigor não há inúmeros subconjuntos de evidências, cada um particular a uma teoria restrita, mas sim um conjunto único e universal de evidências, com as quais, qualquer que seja, uma hipótese válida não pode conflitar, quer seja esteja esta hipótese associada a um sistema em particular que busque esta ser uma explicação geral para os fenômenos naturais. Integrando-se o conjunto de fatos e as hipóteses de diversas áreas em uma única e coerente estrutura de conhecimento formam-se teorias cada vez mais amplas e abrangentes, e ao fim do que se denomina por ciência. Com tal imposição do método, colocam-se as hipóteses sempre que possível em um patamar bem mais amplo de abrangência, podendo estas virem a receber o título honorífico de leis científicas e as teorias pertinentes virem a ser reconhecidas consensualmente pela comunidade científica como um paradigma válido à época em questão.[carece de fontes?]

### Construção do conhecimento
Outra característica do método é que o processo de produção do conhecimento científico precisa ser objetivo e o cientista deve ser imparcial na interpretação dos resultados. Sobre a objetividade, que consiste em se atentar às propriedades do objeto em estudo e não às do sujeito que as estuda (subjetividade), é conhecida a afirmação de Hans Selye, pesquisador canadense que formulou a moderna concepção de estresse: "Quem não sabe o que procura não entende o que encontra", referindo-se à necessidade de formulação de definições precisas (a essência dos conceitos) e que possam ser respondidas com um simples sim ou não, e aos cuidados que se deve ter com a subjetividade inerente ao ser humano. Tanto a imparcialidade (evidência) quanto a objetividade foram incluídas por René Descartes (1596 – 1649) nas regras lógicas que caracterizam o método científico.[carece de fontes?]
Além disso, o procedimento precisa ser documentado, tanto no que diz respeito à fonte de dados como às regras de análise, para que outros cientistas possam reanalisar, reproduzir e verificar a confiabilidade dos resultados. Assim se distinguem os relatos científicos (artigos, monografias, teses e dissertações) de um simples estilo (padrão) ou arquitetura de texto orientados pelo que caracterizam as normas da Retórica ou o estudo do uso persuasivo da linguagem, em função da eloquência.
É comum o uso da análise matemática ou estatística de forma direta ou mediante aproximação por modelos abstratos idealizados ao qual se acrescem gradualmente as variáveis necessárias para satisfazer à complexidade do problema enfocado e precisão desejada, precisão que depende do objetivo da pesquisa (identificar, descrever, analisar, etc.). Como exemplo, na construção de modelos para sistemas biológicos, onde o modelo pode começar do simples para o complexo.
Embora os estudos preliminares possam ter natureza qualitativa, o enfoque final deve ser quantitativo, e este é essencial à ciência, sendo "o universo do mais ou menos" um universo, a rigor, alheio ao método científico.[carece de fontes?]
A divisão da ciência em grandes áreas, áreas de estudo, cadeiras e disciplinas científicas distintas têm levado em consideração, em vista do debatido acima, as adequações dos diferentes pormenores da metodologia científica exigidas pelo alvo dos estudos em cada situação. É comum a afirmação de que em função da evolução e definição atual do método científico, num extremo têm-se a física e química seguida da biologia, da geologia, e demais cadeiras das ciências naturais, e no outro, se não violando mantendo-se contudo na fronteira dos rigores do método científico, as ciências sociais, a citar-se a psicologia e as ciências jurídicas, estas quase se aproximando da filosofia e estudo das crenças (senso comum) ou ciências do espírito (sistemas mítico - religiosos), estas últimas já certamente alheias ao que se denomina de área científica de estudo.

No caso da biologia, isso levou alguns a afirmarem, trazendo de volta um fantasma da química vs. física [tradução livre]:
Todas as ciências são ou física ou coleção de selos
Contudo, pensadores contemporâneos veem nessas duas abordagens uma oposição complementar, enquanto que as pesquisas quantitativas que visam descrever e explicar fenómenos que produzem regularidades mensuráveis são recorrentes e exteriores ao sujeito (objetivos), na pesquisa qualitativa o observador (sujeito) é da mesma natureza que o objeto de sua análise e, ele próprio, uma parte da sua observação (o subjetivo). É importante ter em mente que as pesquisas científicas se relacionam com modelos, com uma constelação de pressupostos e hipóteses, escalas de valores, técnicas e conceitos compartilhados pelos membros de uma determinada comunidade científica num determinado momento histórico, ou seja, a um paradigma válido à época em consideração.[carece de fontes?]

## Elementos do método científico

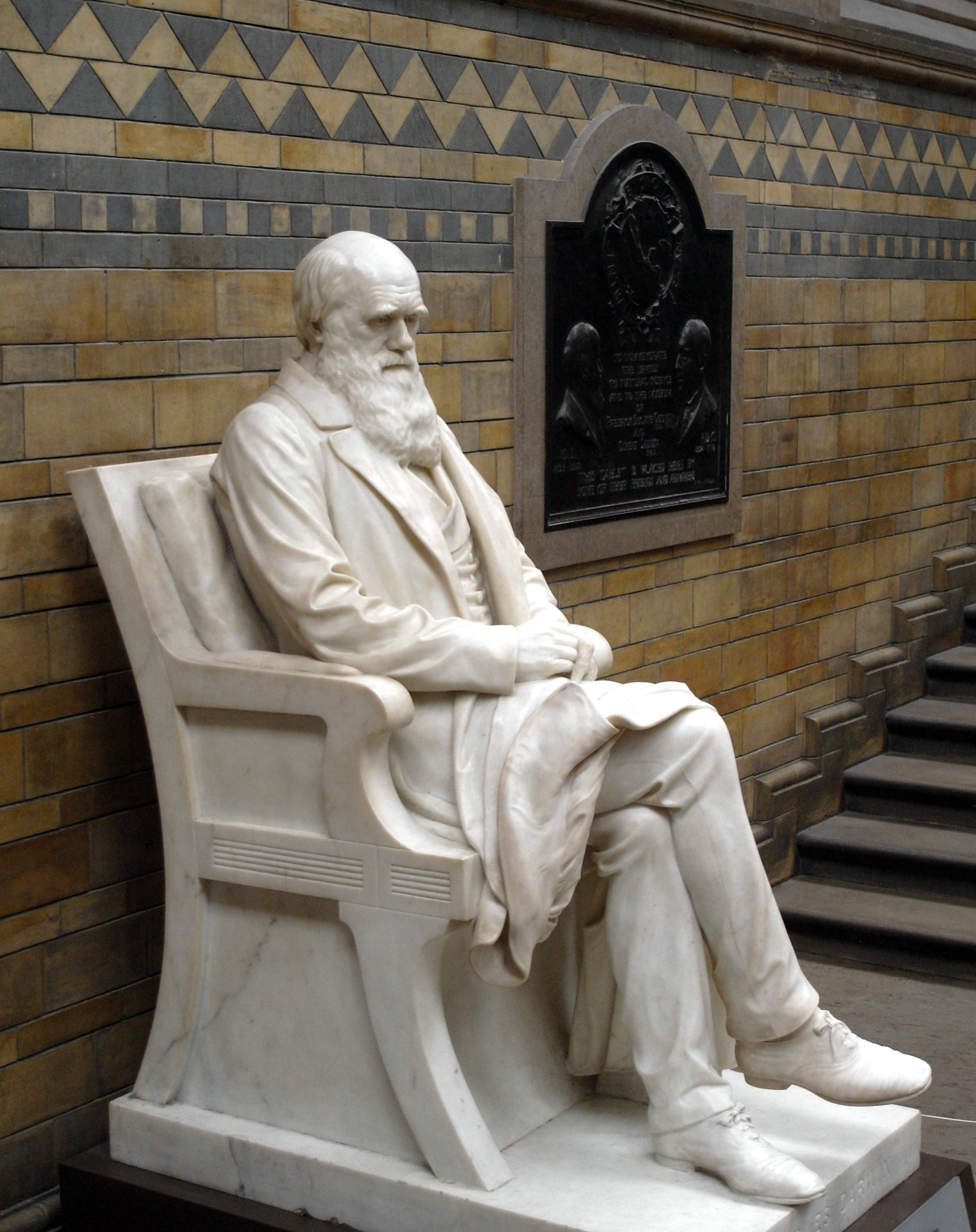
Estátua de Charles Darwin em Londres

"Ciência é muito mais uma maneira de pensar do que um corpo de conhecimentos." - Carl Sagan
"...ciência consiste em agrupar factos para que leis gerais ou conclusões possam ser tiradas deles." - Charles Darwin
O método científico é composto dos seguintes elementos:
- Caracterização - Quantificações, observações e medidas;
- Hipóteses - Explicações hipotéticas das observações e medidas;
- Previsões - Deduções lógicas das hipóteses;
- Experimentos - Testes dos três elementos acima.

O método científico consiste dos seguintes aspectos:
- Observação - Uma observação pode ser feita de forma simples, ou seja, é realizada a olho nu, ou pode utilizar-se de instrumentos apropriados. Todavia, deve ser controlada com o objetivo de que seus resultados correspondam à verdade e não a ilusões advindas das deficiências inerentes próprias dos sentidos humanos em obter a realidade;
- Descrição - O experimento necessita ser replicável (capaz de ser reproduzido). É importante especificar que fala-se aqui dos procedimentos necessários para testarem-se as hipóteses, e não dos fatos em si, que não precisam ser antropogenicamente reproduzidos, mas apenas verificáveis;
- Previsão - As hipóteses precisam ser tidas e declaradas como válidas para observações realizadas no passado, no presente e no futuro;[6]
- Controle - Para maior segurança nas conclusões, toda experiência deve ser controlada. Experiência controlada é aquela que é realizada com técnicas que permitem descartar as variáveis passíveis de mascarar o resultado;
- Falseabilidade[Ref. 4] - toda hipótese deve conter a testabilidade, e por tal falseabilidade ou refutabilidade. Isso não quer dizer que a hipótese seja falsa, errada ou tão pouco dúbia ou duvidosa, mas sim que ela pode ser verificada, contestada. Ou seja, ela deve ser proposta em uma forma que a permita atribuir-se a ela ambos os valores lógicos, falso e verdadeiro, de forma que se ela realmente for falsa, a contradição com os fatos ou contradições internas com a teoria venha a demonstrá-lo;
- Explicação das Causas - Em todas as áreas da ciência a causalidade é fator chave, e não tem-se teoria científica - ao menos até a presente data - que viole a causalidade.[nota 4][Ref. 5] Nessas condições os seguintes requisitos são vistos como importantes no entendimento científico:
  - Identificação das causas;
  - Correlação dos eventos - As causas precisam ser condizentes com as observações, e as correlações entre observações e evidências devem realmente implicar relação de causa efeito;[nota 5]
  - Ordem dos eventos - As causas precisam preceder no tempo os efeitos observados.

Na área da saúde a natureza da associação causal foi formulada por Hence e adaptada por Robert Koch em 1877 para demonstração da relação causal entre microrganismos e patologias, fundando-se a proposta de Koch basicamente nos mesmos princípios enunciado acima, ou seja: força da associação, ou conectividade (correlação nem sempre implica causalidade); sequência temporal (assimetria); transitividade (evidência experimental); previsibilidade e estabilidade dos resultados.
Uma maneira linearizada e pragmática de se seguir o método científico está exposto a seguir passo a passo. Vale a pena notar que é apenas uma referência, podendo haver, em acordo com a situação, passos necessários, contudo nesta lista não relacionados ou mesmo passos listados; cujos cumprimento não se faz necessário. Na verdade, na maioria dos casos não se seguem todos esses passos, ou mesmo parte deles. O método científico não é uma receita: ele requer inteligência, imaginação e criatividade. O importante é que os aspectos e elementos apresentados anteriormente estejam presentes:
- Definir o problema: estes problemas podem ser de três tipos: (1) Teóricos que se centra a produzir novas teorias, enquanto que se pretendemos transformar uma situação específica o problema será (2) prático e, finalmente, existem aqueles que se adequam aos dois sendo assim designados (3) teórico-práticos;[7]
- Recolhimento de dados;
- Proposta de uma ou mais hipóteses;
- Realização de uma experiência controlada, para testar a validade da(s) hipótese(s);
- Análise dos resultados;
- Interpretar os dados e tirar conclusões, o que serve para a formulação de novas hipóteses;
- Publicação dos resultados em monografias, dissertações, teses, artigos ou livros aceitos por universidades e ou reconhecidos pela comunidade científica.

Observe-se que nem todas as hipótese podem ser facilmente confirmadas ou refutadas por experimentos ou evidências e que em muitas áreas do conhecimento o recolhimento de dados e a tentativas de interpretá-los já é uma grande tarefa como nas ciências humanas e jurídicas (criminologia), contudo a necessidade de fazê-lo é inerente à ciência.

## Ciências humanas
A limitação ética da realização de experimentos com seres humanos, o estudo das subjetividades ou do essencialmente subjetivo, individual e particular psiquismo humano, ou a natureza histórica do objeto das ciências sociais, conduziram os pensadores a distintos caminhos ou proposições de estudo para o método científico. Contudo, parafraseando Minayo,..."uma base de dados quando bem trabalhada teórica e praticamente, produz riqueza de informações, aprofundamento e maior fidedignidade interpretativa"...
As principais divergências na análise dos resultados de pesquisas em ciências sociais ou humanas se dão no plano da contextualização dos dados ou informações obtidas em campo nos diversos sistemas teóricos, ou seja, conjunto de teorias e leis reconhecidas como consensuais em distintos momentos históricos e/ou segmentos das comunidades científicas. Nas ciências sociais identifica-se três grandes correntes de pensamentos:
- Positivismo / Auguste Comte;
- Fenomenologia (Fenomenologia do Espírito / Estruturalismo);
- Materialismo dialético; Dialéctica.

Para Haguette a individualização das ciências sociais que se deu a partir do século XIX, trouxe consigo a questão política como problema, mais especificamente o advento do marxismo como práxis ou possibilidade de intervenção no curso da história. Ainda segundo essa autora, apenas no século XX desenvolveu-se as chamadas metodologias de pesquisa qualitativa não limitadas aos aspectos explicativos da realidade como vistos até então.
As metodologias de pesquisa qualitativa, a exemplo do interacionismo simbólico, as etnometodologias e por excelência a pesquisa-ação (pesquisa-participante), derivam da convicção de que a ação social é fundamental na configuração da sociedade, ou seja não mais dissociada do processo histórico-político que a conduz.

## O acidente
É comum considerar alguns dos mais importantes avanços na ciência, tais como as descobertas da radioatividade por Henri Becquerel ou da penicilina por Alexander Fleming, como tendo ocorrido por acidente. No entanto, o que é possível afirmar à luz da observação científica é que terão sido parcialmente acidentais, uma vez que as pessoas envolvidas haviam aprendido a "pensar cientificamente", estando, portanto, conscientes de que observaram algo novo e interessante.
Os progressos da ciência são acompanhados de muitas horas de trabalho cuidadoso, que segue um caminho mais ou menos sistemático na busca de respostas a questões científicas. É este o caminho denominado de método científico.

## Hipótese
A Hipótese é uma proposição que se admite de modo provisório como verdadeira e como ponto de partida a partir do qual se pode deduzir, pelas regras da lógica, um conjunto secundário de proposições, que têm por objetivo elucidar o mecanismo associado às evidências e dados experimentais a se explicar.
Literalmente pode ser compreendida como uma suposição ou proposição na forma de pergunta, uma conjetura que orienta uma investigação por antecipar características prováveis do objeto investigado e que vale quer pela concordância com os fatos conhecidos quer pela confirmação através de deduções lógicas dessas características, quer pelo confronto com os resultados obtidos via novos caminhos de investigação (novas hipóteses e novos experimentos).
No método científico, a proposição de hipóteses é o caminho que deve levar à formulação de uma teoria. O cientista, na sua hipótese, tem dois objetivos: explicar um ou geralmente um conjunto de fatos e prever outros acontecimentos e fatos dele decorrentes (deduzir as consequências). A hipótese deverá ser testada frente a fatos obtidos de observações sistemáticas e controladas resultantes de experiências laboratoriais e de pesquisa em campo. Se, após muitas dessas experiências, os resultados obtidos pelos pesquisadores não contrariarem a hipótese, esta então será aceita como válida, promovida à lei se for simples contudo de abrangência geral, e integrada à teoria e/ou sistema teórico pertinente.
A promoção da hipótese ao patamar de integrante de uma teoria ou sistema teórico pertinente não lhe aufere, contudo, o título de dogma. Todas as hipóteses científicas estão em perpétuo teste frente aos fatos naturais, frente aos resultados experimentais e frente aos rigores de consistência lógica com as demais hipóteses aceitas como válidas no presente momento! Uma hipótese indubitável hoje pode ser falsa amanhã, e isto vale para todas as hipóteses científicas, independente dos "títulos honoríficos" que possuam. Mesmo as leis científicas não passam de meras hipóteses neste contexto.

## Investigação científica
A investigação científica geralmente visa obter conhecimento na forma de explicações testáveis que os cientistas podem usar para prever os resultados de futuros experimentos. Isso permite que os cientistas obtenham uma melhor compreensão do tópico em estudo e, posteriormente, usem esse entendimento para intervir em seus mecanismos causais (como para curar doenças). Quanto melhor uma explicação é em fazer previsões, mais útil ela frequentemente pode ser, e mais provável será que continue a explicar um corpo de evidências melhor do que suas alternativas. As explicações mais bem-sucedidas - aquelas que explicam e fazem previsões precisas em uma ampla gama de circunstâncias - são frequentemente chamadas de teorias científicas.
A maioria dos resultados experimentais não produz grandes mudanças no entendimento humano; melhorias no entendimento científico teórico geralmente resultam de um processo gradual de desenvolvimento ao longo do tempo, às vezes em diferentes domínios da ciência. Os modelos científicos variam na extensão em que foram testados experimentalmente e por quanto tempo, e em sua aceitação na comunidade científica. Em geral, as explicações se tornam aceitas ao longo do tempo à medida que as evidências se acumulam em um determinado tópico, e a explicação em questão se prova mais poderosa do que suas alternativas na explicação das evidências. Muitas vezes, pesquisadores subsequentes reformulam as explicações ao longo do tempo, ou combinam explicações para produzir novas explicações.
David Hunter Tow vê o método científico em termos de um algoritmo evolutivo aplicado à ciência e tecnologia. Veja Ceteris paribus e Mutatis mutandis.

### Propriedades da investigação científica
O conhecimento científico está intimamente ligado a descobertas empíricas e pode permanecer sujeito a falsificação se novas observações experimentais forem incompatíveis com o que é encontrado. Ou seja, nenhuma teoria pode ser considerada final, pois novas evidências problemáticas podem ser descobertas. Se tal evidência for encontrada, uma nova teoria pode ser proposta, ou (mais comumente) descobre-se que modificações na teoria anterior são suficientes para explicar a nova evidência. A força de uma teoria está relacionada ao tempo que persistiu sem grandes alterações em seus princípios fundamentais.[carece de fontes?]
As teorias também podem ser subsumidas por outras teorias. Por exemplo, as leis de Newton explicaram milhares de anos de observações científicas dos planetas quase perfeitamente. No entanto, essas leis foram então determinadas como casos especiais de uma teoria mais geral (relatividade), que explicou tanto as exceções (anteriormente inexplicadas) às leis de Newton quanto previu e explicou outras observações, como a deflexão da luz pela gravidade. Assim, em certos casos, observações científicas independentes e desconectadas podem ser conectadas, unificadas por princípios de poder explicativo crescente.
Como novas teorias podem ser mais abrangentes do que as que as precederam, e assim ser capazes de explicar mais do que as anteriores, as teorias sucessoras podem ser capazes de atender a um padrão mais alto, explicando um corpo maior de observações do que suas predecessoras. Por exemplo, a teoria da evolução explica a diversidade da vida na Terra, como as espécies se adaptam aos seus ambientes e muitos outros padrões observados no mundo natural; sua modificação principal mais recente foi a unificação com a genética para formar a síntese evolutiva moderna. Em modificações subsequentes, também subsumiu aspectos de muitos outros campos, como bioquímica e biologia molecular.

### Crenças e vieses
A metodologia científica geralmente direciona que as hipóteses sejam testadas em condições controladas sempre que possível. Isso é frequentemente possível em certas áreas, como nas ciências biológicas, e mais difícil em outras áreas, como na astronomia.

A prática de controle experimental e reprodutibilidade pode ter o efeito de diminuir os efeitos potencialmente prejudiciais das circunstâncias e, até certo ponto, do viés pessoal. Por exemplo, crenças preexistentes podem alterar a interpretação dos resultados, como no viés de confirmação; esta é uma heurística que leva uma pessoa com uma crença particular a ver as coisas como reforçando sua crença, mesmo que outro observador possa discordar (em outras palavras, as pessoas tendem a observar o que esperam observar).
A ação do pensamento é excitada pela irritação da dúvida e cessa quando a crença é alcançada.

— C.S. Peirce, How to Make Our Ideas Clear (1877)
Um exemplo histórico é a crença de que as pernas de um cavalo galopante estão espalhadas no ponto em que nenhuma das pernas do cavalo toca o chão, a ponto de essa imagem ser incluída em pinturas por seus apoiadores. No entanto, as primeiras imagens de ação parada de um galope de cavalo por Eadweard Muybridge mostraram que isso é falso, e que as pernas estão, ao contrário, reunidas.
Outro viés humano importante que desempenha um papel é a preferência por novas e surpreendentes afirmações (veja Apelo à novidade), que pode resultar em uma busca por evidências de que o novo é verdadeiro. Crenças mal atestadas podem ser acreditadas e agidas por meio de uma heurística menos rigorosa.
Goldhaber e Nieto publicaram em 2010 a observação de que se estruturas teóricas com “muitos assuntos vizinhos próximos são descritas conectando conceitos teóricos, então a estrutura teórica adquire uma robustez que a torna cada vez mais difícil - embora certamente nunca impossível - de derrubar”. Quando uma narrativa é construída, seus elementos se tornam mais fáceis de acreditar.
Fleck 1979, p. 27 observa “Palavras e ideias são originalmente equivalências fonéticas e mentais das experiências que coincidem com elas. … Tais proto-ideias são inicialmente sempre muito amplas e insuficientemente especializadas. … Uma vez que um sistema de opiniões estruturalmente completo e fechado, consistindo de muitos detalhes e relações, foi formado, ele oferece resistência duradoura a qualquer coisa que o contradiga”. Às vezes, essas relações têm seus elementos assumidos a priori, ou contêm algum outro defeito lógico ou metodológico no processo que as produziu. Donald M. MacKay analisou esses elementos em termos de limites para a precisão da medição e os relacionou a elementos instrumentais em uma categoria de medição.

## Metodologia da investigação científica

### Modelo clássico
O modelo clássico de investigação científica deriva de Aristóteles, que distinguia as formas de raciocínio aproximado e exato, estabeleceu o esquema tríplice de inferência abdutiva, dedutiva e indutiva, e também tratava das formas compostas, como o raciocínio por analogia.

### Modelo hipotético-dedutivo
O modelo ou método hipotético-dedutivo é uma descrição proposta do método científico. Neste contexto, as previsões derivadas da hipótese são centrais: se assumirmos que a hipótese é verdadeira, quais são as consequências?
Se uma investigação empírica subsequente não demonstrar que essas consequências ou previsões correspondem ao mundo observável, pode-se concluir que a hipótese é falsa.

### Modelo pragmático
Em 1877, Charles Sanders Peirce (1839–1914)  caracterizou a investigação de maneira geral não como a busca da verdade em si, mas como a luta para se libertar de dúvidas irritantes e inibidoras nascidas de surpresas, desacordos, e similares, e para chegar a uma crença segura, sendo essa crença aquela na qual se está preparado para agir. Ele concebeu a investigação científica como parte de um espectro mais amplo e impulsionada, como a investigação em geral, por dúvidas reais, não meramente dúvidas hiperbólicas ou verbais, que ele considerava infrutíferas. Ele delineou quatro métodos para firmar opiniões, ordenados do menos ao mais bem-sucedido.